# Seznam ulic v Okříškách
Seznam ulic v Okříškách uvádí přehled ulic a veřejných prostranství v městysu Okříšky v okrese Třebíč.

## Seznam
| Název            | Pojmenováno po                   | Souřadnice                       | Obrázek | Commons                    | RÚIAN  | Mapy.cz         |
| ---------------- | -------------------------------- | -------------------------------- | ------- | -------------------------- | ------ | --------------- |
| 5. května        | 5. květen                        | 49°14′43″ s. š., 15°45′57″ v. d. |         | 5. května (Okříšky)        | 602647 | stre&id=134690  |
| B. Němcové       | Božena Němcová                   | 49°14′48″ s. š., 15°45′59″ v. d. |         | B. Němcové (Okříšky)       | 602655 | stre&id=134691  |
| Boroví           | borovice                         | 49°14′25″ s. š., 15°46′14″ v. d. |         | Boroví (Okříšky)           | 891631 | stre&id=5183884 |
| Cihelna          |                                  | 49°14′39″ s. š., 15°45′32″ v. d. |         | Cihelna (Okříšky)          | 602671 | stre&id=134693  |
| Dr. E. Beneše    | Edvard Beneš                     | 49°14′42″ s. š., 15°45′51″ v. d. |         | Dr. E. Beneše (Okříšky)    | 602663 | stre&id=134692  |
| Družstevní       | družstvo                         | 49°14′42″ s. š., 15°45′53″ v. d. |         | Družstevní (Okříšky)       | 602680 | stre&id=134694  |
| J. A. Komenského | Jan Amos Komenský                | 49°14′42″ s. š., 15°46′18″ v. d. |         | J. A. Komenského (Okříšky) | 602914 | stre&id=134717  |
| Jihlavská        | Jihlava                          | 49°14′36″ s. š., 15°45′56″ v. d. |         | Jihlavská (Okříšky)        | 602701 | stre&id=134696  |
| Kostelní         | kostel svatého jména Panny Marie | 49°14′36″ s. š., 15°46′1″ v. d.  |         | Kostelní (Okříšky)         | 602710 | stre&id=134697  |
| Loudilka         |                                  | 49°13′41″ s. š., 15°45′12″ v. d. |         | Loudilka (Okříšky)         | 602728 | stre&id=134698  |
| Masarykova       | Tomáš Garrigue Masaryk           | 49°14′34″ s. š., 15°46′22″ v. d. |         | Masarykova (Okříšky)       | 602922 | stre&id=134718  |
| Mlýnská          | mlýn                             | 49°14′56″ s. š., 15°46′46″ v. d. |         | Mlýnská (Okříšky)          | 602736 | stre&id=134699  |
| Myslivna         |                                  | 49°15′2″ s. š., 15°44′45″ v. d.  |         | Myslivna (Okříšky)         | 602744 | stre&id=134700  |
| Na kopečku       | kopec                            | 49°14′36″ s. š., 15°46′7″ v. d.  |         | Na kopečku (Okříšky)       | 602752 | stre&id=134701  |
| Na vyhlídce      |                                  | 49°14′28″ s. š., 15°46′8″ v. d.  |         | Na vyhlídce (Okříšky)      | 602761 | stre&id=134702  |
| Nádražní         | železniční stanice Okříšky       | 49°14′52″ s. š., 15°46′23″ v. d. |         | Nádražní (Okříšky)         | 602698 | stre&id=134695  |
| Partyzánská      | partyzán                         | 49°14′51″ s. š., 15°46′48″ v. d. |         | Partyzánská (Okříšky)      | 602787 | stre&id=134704  |
| Pod strání       | kopec                            | 49°14′34″ s. š., 15°46′3″ v. d.  |         | Pod strání (Okříšky)       | 602795 | stre&id=134705  |
| Pod tratí        | železniční trať                  | 49°14′44″ s. š., 15°45′48″ v. d. |         | Pod tratí (Okříšky)        | 602809 | stre&id=134706  |
| Příční           |                                  | 49°14′47″ s. š., 15°46′5″ v. d.  |         | Příční (Okříšky)           | 602817 | stre&id=134707  |
| Sadová           | sad                              | 49°14′41″ s. š., 15°45′57″ v. d. |         | Sadová (Okříšky)           | 602825 | stre&id=134708  |
| Skalka           |                                  | 49°14′32″ s. š., 15°46′11″ v. d. |         | Skalka (Okříšky)           | 602833 | stre&id=134709  |
| Srázná           | kopec                            | 49°14′53″ s. š., 15°46′50″ v. d. |         | Srázná (Okříšky)           | 602841 | stre&id=134710  |
| Stará osada      |                                  | 49°14′34″ s. š., 15°46′17″ v. d. |         | Stará osada (Okříšky)      | 602850 | stre&id=134711  |
| Tovární          | továrna                          | 49°15′ s. š., 15°46′45″ v. d.    |         | Tovární (Okříšky)          | 602868 | stre&id=134712  |
| Tyršova          | Miroslav Tyrš                    | 49°14′48″ s. š., 15°46′9″ v. d.  |         | Tyršova (Okříšky)          | 602876 | stre&id=134713  |
| U Kapličky       |                                  | 49°14′33″ s. š., 15°45′37″ v. d. |         | U Kapličky (Okříšky)       | 778265 | stre&id=151105  |
| U stadionu       |                                  | 49°14′41″ s. š., 15°46′24″ v. d. |         | U stadionu (Okříšky)       | 602884 | stre&id=134714  |
| V zahradách      |                                  | 49°14′46″ s. š., 15°46′22″ v. d. |         | V zahradách (Okříšky)      | 602906 | stre&id=134716  |
| Za tratí         | železniční trať                  | 49°14′50″ s. š., 15°45′46″ v. d. |         | Za tratí (Okříšky)         | 602779 | stre&id=134703  |
| Úvoz             |                                  | 49°14′27″ s. š., 15°46′12″ v. d. |         | Úvoz (Okříšky)             | 602892 | stre&id=134715  |